# 피막 (2013년 영화)
《피막》(태국어: พี่มาก..พระโขนง, 영어: Pee Mak)은 2013년 개봉한 태국의 초자연 로맨틱 코미디 공포 영화이다. 반쫑 삐산타나꾼이 연출과 공동 각본을 맡고, 마리오 마우러, 다위까 호네 등이 출연하였다. 잘 알려진 타이 민속 전승 설화인 매 낙 프라카농 유령을 소재로 삼았다.
역대 태국 제작 영화의 태국 내 흥행 최고 기록을 갱신하였으며, 이 기록은 현재까지도 깨지지 않고 있다.

## 줄거리
19세기 중반 라따나꼬신 왕국 라마 4세 통치 시절. 이웃 왕국과 전쟁이 나면서 막은 징병이 되어 방콕 중심지 인근에 위치한 고향 프라카농 마을에 임신한 아내 낙을 두고 떠난다.
막은 전쟁터에서 친해진 터, 프악, 친, 에와 고향으로 돌아온다. 그러나 마을에선 낙이 홀로 아이를 낳다가 사망해 유령이 되었다는 소문이 돌고 있었다.

## 리메이크
2017년 타밀어 영화 《Bayama Irukku》(பயமா இருக்கு), 2020년 말라얄람어 영화 《Kinavalli》(കിനാവള്ളി) 등이 제작되었다.

## 우리말 녹음
KBS 성우진
- 강수진 - 피막(마리오 마우러)
- 전숙경 - 낙(다위까 호네)
- 이규석 - 터(나띠퐁 차르티퐁)
- 서문석 - 친(위왓 콩라스리)
- 장민혁 - 에(칸타팟 페름푼팟차라숙)
- 사성웅 - 프악(퐁스톤 종월락)
- 임은정 - 술집 아줌마
- 김영진 - 스님 / 상인
- 김승태 - 술집 아줌마의 아들 / 남자
- 최하나 - 상인